# 高花台
高花台（たかはなだい）は、群馬県前橋市の地名。郵便番号は371-0123。2013年現在の面積は0.32km2。

## 地理
住宅地で公園などが多くある。東側には金丸川が流れている。

### 河川
- 金丸川

## 歴史
1977年に芳賀地区の町の一部を合併しできた町である。

### 年表
- 1977年 勝沢町、小坂子町、鳥取町の各一部から高花台一丁目、勝沢町、小坂子町、嶺町の各一部から高花台二丁目が成立。

## 世帯数と人口
2017年（平成29年）8月31日現在の世帯数と人口は以下の通りである。
| 丁目         | 世帯数  | 人口    |
| ------------ | ------- | ------- |
| 高花台一丁目 | 320世帯 | 725人   |
| 高花台二丁目 | 547世帯 | 1,191人 |
| 計           | 867世帯 | 1,916人 |

## 小・中学校の学区
市立小・中学校に通う場合、学区は以下の通りとなる。
| 丁目         | 番地 | 小学校             | 中学校             |
| ------------ | ---- | ------------------ | ------------------ |
| 高花台一丁目 | 全域 | 前橋市立芳賀小学校 | 前橋市立芳賀中学校 |
| 高花台二丁目 | 全域 | 前橋市立芳賀小学校 | 前橋市立芳賀中学校 |

## 交通

### 鉄道
鉄道駅はない。

### 道路
国道、県道ともに通っていないが、近隣に国道17号（上武道路）が通っている。

## 施設
- 前橋高花台郵便局
- 芳賀団地[6]
- 高花台団地
- 金丸川緑地